# 北海道道1140号美唄三笠線
北海道道1140号美唄三笠線（ほっかいどうどう1140ごう びばいみかさせん）は、北海道美唄市と三笠市を結ぶ一般道道（北海道道）である。

## 概要
かつて空知集治監の囚人がつくった旧樺戸街道（三笠市達布山-月形町円山）の一部を利用した道路。市町村道であったが、交通量が増加し、三笠市街地と美唄市峰延町を結ぶ重要な位置付けにあることから、北海道道に格上げとなった路線である。
起伏が激しくカーブも多いことから簡易改良が随時行われている。

### 路線データ
- 起点：北海道美唄市字峰延（美唄市峰延町）（国道12号交点）
- 終点：北海道三笠市いちきしり：通称大里口（北海道道116号岩見沢三笠線交点）
- 路線延長：4.1km（総延長）

## 歴史
- 1996年（平成8年）2月29日 路線認定[1]。

## 地理
周辺には、達布山などがある。

### 通過する自治体
- 空知総合振興局
  - 美唄市
  - 三笠市

### 交差する道路
美唄市
- 国道12号 - 峰延町（起点）

三笠市
- 市道達布岡山線 - 達布
- 北海道道116号岩見沢三笠線 - いちきしり（終点）

### 沿線にある施設など
美唄市
- 峰延農業協同組合（JAみねのぶ）コープさっぽろJAみねのぶ店 - 峰延町37
- 峰延神社 - 峰延町本町1924-1
- 美唄市立峰延中学校 - 峰延町本町
- 道設峰延鳥獣保護区（誘致地区）
- 市営峰延墓地

三笠市
- たっぷ会館 - 達布805
- 山﨑ワイナリー - 達布791−22
- 達布山史跡公園 - いちきしり
- LOHAS CLUB 旧中山農場
- のみやまファーム - 達布777
- TAKIZAWA WINERY - 川内841-24